# Community Server
Community Server es una plataforma de red social que incluye todas las herramientas necesarias para la creación, gestión y moderación de contenidos interactivos: blog, foros, galerías de fotos y un sistema para compartir ficheros. Adicionalmente soporta servidor de noticias (NNTP), servidor de correo electrónico, ficheros virtuales y single sign-on modules. Community Server es desarrollado por Telligent Systems y construido con ASP.NET, C# y Microsoft SQL Server. La más reciente versión es la Community Server 2007 y está disponible para descargas. 

## Historia
Microsoft liberó a primera versión de una aplicación de foro en ASP.Net en 2002. Esta aplicación fue desarrollada inicialmente bajo en nombre de WebForums.NET. Rob Howard y su equipo desarrollan la aplicación dentro de Microsoft. En 2004 Rob crea su empresa llamada Telligent Systems, y ellos deciden expandir esta aplicación para incluir también los blogs, galerías de fotos y de archivos todo en una única plataforma.
El Community Server es la plataforma que está detrás de algunas de las grandes redes sociales.

## Características
- sistema de foros que puede integrarse con las listas de discusión por correo electrónico y servidores de noticias
- La publicación de sistema que administra solo y multi-usuario blog
- Galerías de archivos y Galerías de fotos integrado con los foros y los blogs
- Content mirroring que posibilita sindicalización
- Búsqueda integrado en blogs, foros, fotos, y archivos en una única interfaz
- Sistema de tagging integrado para todas las aplicaciones
- Motor de búsqueda compatible con estructura de Permalink
- TrackBacks y Pingback automáticos
- Edición de HTML WYSIWYG
- Panel de control con herramientas coherente para la gestión de la comunidad
- Inicio de sesión único en la autenticación de los módulos disponibles para la autenticación de formularios, Cookies, Active Directory, y Windows Live ID
- El código fuente para todos los componentes básicos disponibles en el SDK libre descarga
- El Community Server está disponible en distintas Ediciones: Personal, Small Business, Professional, Enterprise

## Libros
- Preul, Wyatt L ; Nayyeri, Keyvan; Lema, José; Martin, Jim (2007). Professional Community Server. Wrox Press. ISBN 0-470-10828-2.

- Preul, Wyatt L ; Tiedt, Benjamin (2007). Professional Community Server Themes. Wrox Press. ISBN 0-470-18208-3.

- Narayanaswamy, Anand (2006). Community Server Quickly: A Concise and Practical Guide to Installation, Administration, and Customization. Packt. ISBN 1-84719-087-1.